# Parevansula mediterranea
Parevansula mediterranea is een eenoogkreeftjessoort uit de familie van de Ameiridae. De wetenschappelijke naam van de soort is voor het eerst geldig gepubliceerd in 1966 door Guille & Soyer.